# 松本奈菜子
松本 奈菜子（まつもと ななこ、1996年9月3日 - ）は、静岡県静岡市出身の日本の陸上選手。短距離走を専門とする。300メートル競走の日本記録保持者。
静岡市立清水第四中学校、浜松市立高等学校、筑波大学を経て東邦銀行所属。

## 成績

### 世界
- 2013年世界ユース陸上競技選手権大会 - メドレーリレー 3位
- 2021年世界リレー - 混合4×400mR 予選[2]
- 2022年世界陸上競技選手権大会 - 混合4×400mR 予選[2]

### アジア
- 2014年アジア競技大会における陸上競技 - 4×400m 2位
- 2023年アジア陸上競技選手権大会 - 4×400m混合 3位[2]
- 2024年アジア室内陸上競技選手権大会 - 400m優勝[4]
- 2025年アジア陸上競技選手権大会 - 400m 2位[5]

### 日本
- 日本選手権 - 400m優勝（2014年、2022年、2024年）[2]
- 全日本実業団対抗陸上競技選手権大会 - 400m優勝（2019年、2024年）
2024年優勝時は52秒29で、この記録は日本歴代2位（当時）[6]。
- Yogibo Athletics Challenge Cup - 400m優勝（2024年[7]）